# Посольство России в Никарагуа
Посольство России в Никарагуа (исп. Embajada de Rusia en Nicaragua) — дипломатическое представительство Российской Федерации в Никарагуа, находится в столице — городе Манагуа.

## История отношений
Дипломатические отношения между Москвой и Манагуа были формально установлены 12 декабря 1944 года. Тогда нотами об установлении дипломатических и консульских отношений между СССР и Никарагуа обменялись посл СССР в Мексике Константин Уманский и посл Республики Никарагуа в Мексике Лорено Герреро. В Никарагуа на тот момент была диктатура Анастасио Сомоса.
После победы в Никарагуа 19 июля 1979 года Сандинистской революции к власти пришёл Сандинистский Фронт Национального Освобождения (СФНО). В октябре 1979 года отношения СССР и Никарагуа были нормализованы. В 1980 году СССР и Никарагуа обменялись посольствами и послами. В начале 1980 года в Манагуа было открыто посольство СССР.
С 1979 по 1990 годы Никарагуа была вторым по своему значению после Кубы стратегическим партнёром СССР в Латинской Америке.
В декабре 1991 года, после распада Советского Союза, правопреемником СССР на международной арене стала Российская Федерация. Послом в Никарагуа на тот момент был Евгений Астахов. В 1993 году он был впервые аккредитован по совместительству в Гондурасе и Сальвадоре.
В 2007 году в Никарагуа к власти второй раз пришло правительство Сандинистского фронта национального освобождения (СФНО) во главе с президентом Даниэлем Ортегой. Отношения приобрели дополнительный импульс.
В 2010-е российско-никарагуанские отношения получили развитие. В июле 2014 года состоялся визит в Никарагуа президента РФ Владимира Путина и его встреча с президентом Даниэлем Ортегой.
В 2017 году Манагуа на улице Лос Мангос был открыт Учебный центр Министерства внутренних дел России — филиал Сибирского юридического института МВД России в Красноярске.